# Selago linearifolia
Selago linearifolia är en flenörtsväxtart som beskrevs av Robert Allen Rolfe. Selago linearifolia ingår i släktet Selago och familjen flenörtsväxter. Inga underarter finns listade i Catalogue of Life.